# Administración logística
La administración logística basa su gestión sobre los sistemas de logística, subsistemas y actividades logísticas contenidas en la cadena de suministros integrando a toda la empresa con el propósito de controlar dichos sistemas para que tengan la capacidad de proveer a sistemas empresariales u organizaciones, basándose en sus necesidades sobre las tres cantidades fundamentales del universo: materia, energía e información, que se reflejan a través de bienes y servicios

## Características
La administración logística contempla los siguientes aspectos:
- Menor tiempo de respuesta en la satisfacción de las necesidades.
- Cantidades exactas en lugar de destino solicitado por dichos sistemas empresariales u organizaciones.
- Un costo óptimo no dejando de ser competitivo.
- La mejor calidad alcanzada.

La calidad es variable y va cada día evolucionando respecto a la satisfacción del cliente o consumidor final, puesto que es quien percibe las condiciones en las cuales recibe los bienes y servicios. Por esta razón la administración logística entrega soluciones sobre la cadena que contienen:
- Bajos impactos ambientales,
- Generar a largo plazo sobre el sistema empresarial desarrollo sostenible en función del entorno social.
- Aprovechamiento máximo de los recursos de la empresa.
- la adaptación de nuevas tecnologías.

Es claro que hay más aspectos que se van desarrollando a lo largo de la gestión del sistema de logística y de la cadena de suministros para superar las expectativas del consumidor o cliente final, dando pauta a sistemas empresariales y organizaciones más competitivas en el mercado global.

## El enfoque de la administración logística
Uno de los enfoques más importantes a considerar con toda plenitud en la administración logística, es el cliente o consumidor final de bienes o servicios, de ello depende la gestión de la cadena de suministro frente a un flujo dinámico, que se ve reflejado en procesos estructurados o subsistemas que contienen actividades logísticas dentro del sistema empresarial. Es así como la logística se contempla en su fase de sistema que apoya al negocio de cada empresa y su administración sobre las actividades de apoyo. La gestión debe ejecutarse desde que se contempla un sistema mayor al de la logística, el más inmediato es el de la empresa, seguido por el sistema de logística y así llegando a los subsistemas y actividades o funciones.

## Sistema logístico
El sistema Logístico casi siempre se ve reflejado en los sistemas empresariales, en los departamentos o áreas. Respecto a sus características es importante resaltar que la logística contempla actividades relacionales que integran a toda la empresa en función de sus objetivos. Adicionalmente, la administración logística gestiona estas actividades dentro y fuera del sistema para lograr una sinergia.

### Subsistemas del sistema logístico
Los subsistemas del Sistema Logístico están cimentados sobre tres bases fundamentales, subsistema logística de entrada, subsistencia logística de producción y subsistema logística de salida (incluyendo una retroalimentación). Todo sistema logístico básicamente contiene estos tres subsistemas, adicionalmente a esto yacen otros subsistemas como lo son el subsistema de logística verde y subsistema de logística de reversa o de retorno. Se pueden observar con claridad estos tres subsiste mas desde el punto de vista de los bienes tangibles, la parte de los servicios es un poco más compleja pero también están bajo el contexto de estos subsistemas.

#### Subsistema de entrada
Desde el punto de vista de los bienes tangibles que van a pasar por un proceso de transformación, de franqueo o de almacenamiento temporal. La mayoría de veces se contemplan como materias primas, insumos, materiales para la elaboración de productos concretos que llevan un proceso de elaboración cuyas actividades serán vistas en el subsistema de logística de producción, otras de las veces son productos terminados que van a pasar a un sitio adecuado para su almacenamiento o centros de distribución, en tal subsistema se puede evidenciar algunas de estas actividades:
- Actividades de Aprovisionamiento: contempla actividades de compra y adquisición de suministros, que son determinados por la necesidad del sistema a través de la gestión del inventario.
- Actividades de Almacenamiento: contempla tareas de recibo y franqueo de bienes al sistema que siguen el paso al subsistema de producción, si es para almacenamiento de productos terminados se podría contemplar como un proceso que solo tiene actividades en subsistemas de entrada y salida, en una figura logística que no contempla el almacenamiento sino directa-mente la distribución se le conoce como cross docking, cuyas actividades son des-consolidación de carga y distribución continua.

#### Subsistema de producción
Seguido del anterior, los sistemas empresariales que conllevan procesos de producción suplen sus necesidades de materias primas desde la empresa, la gestión de la administración logística contempla planes de producción para bienes, que fluyen por las necesidades puestas desde otras áreas de la empresa, mercadeo, ventas etc.
- Actividades de mantenimiento: estás actividades se pueden describir en los movimientos internos que hace el personal operativo en la elaboración de algún bien, las herramientas y la tecnología juegan papel fundamental para dicha actividad.
- Actividades de empaque: Aunque están inmersos en la producción, mucho de estos bienes necesitan de un empaque especial para que no pierdan características ni cualidades.
- Actividades de paletizaje: Los productos terminados deben ser unificados y estandarizados a unidades logísticas (Cantidades que se puedan manipular en bloque con mayor agilidad) utilizando por ejemplo: barriles,canecas, estibas, canastas, etc.

#### Subsistema de salida
La salida del sistema puede llegar de dos partes, directamente de producción o desde un almacén de productos terminados. Al llegar de producción debe cumplir con las normas básicas o protocolos de elaboración, como fechas de producción y vencimiento números de lote, y estar bajo un reporte de producto terminado para efectos de inventario; las actividades fundamentales son las siguientes:
- Actividad de Alistamiento: se elabora mediante dos conceptos el picking y packing de los pedidos, estas actividades la ejecutan operarios a la hora de seleccionar un pedido dentro de la gran cantidad y productos heterogéneos consignados en las bodegas de almacenamiento de productos terminados, guiados mediante una lista de chequeo de pedidos de clientes para pasarlos al área de cargue y despacho.
- Actividades de carga: Esta actividad compromete tareas de revisión de los pedidos y carga a los distintos medios por donde se transporten, de acuerdo a sus características cualitativas y cuantitativas, la tecnología y algunas herramientas de fácil carga apoyan a esta actividad.
- Actividades de despacho y distribución: El despacho de pedidos involucra protocolos de papelería, como facturas remisiones, guías, etc. La distribución es asignada a través de rutas de entrega que la ejecutan los transportadores.

El papel de la Administración Logística gira en torno a toda la actividad del sistema empresarial y su entorno extra-empresarial, el sistema logístico es dinámico y abarca grandes dimensiones; lo expuesto hace parte de lo más básico que comprende el sistema logístico.
Las características envuelven a todas las áreas de la compañía para diseñar, las etapas de identificación de la necesidad y concepción de los productos y/o servicios , un proceso que incluya todo los medios necesarios para obtener los mejores resultados en términos económicos y de satisfacción del consumidor.
La administración en logística:
es un campo crucial para garantizar la eficiencia y efectividad en el movimiento y almacenamiento de bienes y servicios. Implica la planificación, implementación y control de los flujos de materiales y productos, así como la coordinación de actividades relacionadas con el transporte, almacenamiento, manejo de inventario, embalaje y distribución.
Aquí hay algunos aspectos importantes de la administración en logística:
1. Planificación     logística: Involucra la formulación de estrategias     para optimizar los procesos logísticos, teniendo en cuenta factores como     la demanda del mercado, la disponibilidad de recursos, las capacidades de     almacenamiento y transporte, entre otros.
2. Gestión     de inventario: Implica el control y la supervisión de     los niveles de existencias de productos para garantizar que haya     suficiente disponibilidad para satisfacer la demanda, al tiempo que se     minimizan los costos asociados con el almacenamiento y el exceso de     inventario.
3. Transporte     y distribución: Se refiere a la selección y coordinación     de los medios de transporte adecuados para mover productos desde los     proveedores hasta los clientes finales de la manera más eficiente posible.
4. Gestión     de almacenes: Incluye la gestión de las instalaciones     de almacenamiento, la disposición del espacio, el manejo de la carga y     descarga, así como la implementación de sistemas de tecnología de la     información para rastrear y controlar el inventario.
5. Tecnología     y sistemas de información: El uso de tecnología avanzada, como     sistemas de gestión de almacenes (WMS) y sistemas de gestión de transporte     (TMS), es fundamental para optimizar los procesos logísticos y mejorar la     visibilidad de la cadena de suministro.
6. Colaboración     con proveedores y clientes: La coordinación efectiva con proveedores     y clientes es esencial para garantizar una cadena de suministro fluida y     satisfacer las necesidades del mercado de manera oportuna.

En resumen, la administración en logística implica una variedad de actividades interrelacionadas que se centran en garantizar la entrega eficiente de productos y servicios a los clientes, al tiempo que se minimizan los costos y se optimizan los procesos.

## Sistemas de gestión logística
- Gestión Logística y de la Cadena de Suministro
- Sistema de Gestión Logística (Software)

- Datos: Q4597644